# Laura Merli
Laura Merli (Milano, 25 gennaio 1965) è una doppiatrice italiana.

## Biografia
Figlia dell'attrice e doppiatrice Tina Lavagna e del pittore Giangiacomo Merli, inizia a doppiare a cinque anni. Presta la sua voce alla Rai in numerosi sceneggiati radiofonici e come speaker per i servizi giornalistici, nonché come voce over per le interviste a personaggi stranieri. A Mediaset è per sei anni la voce di Junior Tv, doppia interviste e sponsorizzazioni dei programmi; nel doppiaggio vero e proprio fa soap opera, telenovelas e cartoni animati; ha lavorato anche per la pubblicità, sia televisiva che radiofonica. È stata la voce della telefonia mobile prima di Omnitel, e fino al 2008 di Vodafone rimanendo la voce della segreteria, dal 2009 è la voce guida di Postemobile. Ha vinto due edizioni del premio Mediastars. Ha inciso dischi con Le Orme, Enrico Maria Papes, Simone Cristicchi e i Gemelli Diversi.
È inoltre un medico chirurgo specialista in psicoterapia ipnotica.
Anche sua figlia Ginevra Bianchi è una doppiatrice associata ADAP.

## Doppiaggio

### Televisione
- Sharon Baird in La valle dei dinosauri
- Gail Kerbe in Siete pronti?
- Kim Richards in Hello, Larry
- Jenny in I Jefferson

### Soap opera e telenovelas
- Lisa Brown in Sentieri
- Claudia in Mama Linda
- Petete in Il libro gordo di Petete

### Cartoni animati
- Sally Brown, Patty e Piperita Patty in Charlie Brown[1]
- Toro Farcito in Le avventure di Toro Farcito
- Pero in Il gatto con gli stivali
- Okyo in Cyber City Oedo 808
- Lalla in Lalla nell'isola di Tulla
- La Formichina in Regina Carta Camomilla
- Rosy in Addio Giuseppina!
- Dorothy, Cosetta, Becky, personaggi vari in Le più belle favole del mondo[2]
- Pero in Il Gatto con gli stivali

### Film d'animazione
- Pokémon 2 - La forza di uno - Professoressa Ivy

### Videogiochi
- Remora in A sangue freddo (2000)[3]
- Coco Bandicoot in Crash Nitro Kart, Crash Twinsanity, Crash Tag Team Racing, Crash of the Titans e Crash: Il dominio sui mutanti [4]
- Voce narrante in Saint Row

### Pubblicità
- Spot: Fructis Garnier, Fabbri, Compagnia delle Indie, Deodorante Neutro Roberts, Phillips, Standa, Birra Peroni, Espresso, Panten, Vichy, Mattel, Pril, Breil, Mare Pronto, Wella, Galbusera, Mulino Bianco, Barilla, Candy, Zuegg, Lamberjack, Prenatal, Max & Co, Regina Carta Camomilla, Trussardi, Post It, Tena Lady, Elle, Marie Claire, Gente, Audi, Parmalat, Natural Style, La Perla, Ambrosoli, Saint Row,